# Wiktorów (Varsovie-ouest)
Pour les articles homonymes, voir Wiktorów.
Wiktorów [vikˈtɔruf] est un village polonais, situé dans la Powiat de Varsovie-ouest et dans la voïvodie de Mazovie dans le centre-est de la Pologne.
Il se situe à environ 7 kilomètres à l'est de Leszno, 9 kilomètres au nord-ouest d'Ożarów Mazowiecki (chef-lieu) et à 22 kilomètres à l'ouest de Varsovie.
Le village a une population de 168 habitants en 2000.